# 篠原宣義
篠原 宣義（しのはら のぶよし、1978年12月19日 - ）は、日本のフォークシンガー。

## 概要
栃木県宇都宮市出身。作新学院大学卒業。
1998年に音楽活動を開始し、清水孝宏とフォークデュオのThe Psychological Moment（サイコ）を結成。サイコでは「棟方涼」としてボーカルを担当した。2009年に脱退し、同年11月に本名でソロデビュー。
甘味が好きで、栃木県央・県北エリアの読売新聞購読世帯への無料配布タブロイド紙「栃木よみうり」にて、2015年12月11日発行号まで「唄唄い篠原宣義の甘味三昧」を寄稿していた。ライブ時に甘味詰め合わせBOXが発売されたこともある。
とちぎテレビの番組『雷様剣士ダイジ』の主題歌となった「蒼のLEGEND」をリリースしてからは、同番組のイベントに参加する機会が多かった。

## ディスコグラフィ
すべて007Colors Labelからリリース。

### シングル
- ADAM to EVE（2009年11月1日）
- Step（2010年3月21日）
- NANAIRO（2011年1月23日）
- Innocent Smile（2011年7月7日）
- キオクノトビラ（2012年6月17日）
- 蒼のLEGEND（2014年7月26日） ※雷様剣士ダイジ主題歌
- GROWING UP（2016年3月21日） ※雷様剣士ダイジ主題歌
- 永遠（2017年12月24日）

### ミニアルバム
- HOME（2013年7月7日）
- シンガー（2021年7月7日）